# Świnie (gra karciana)
Świnie (świnia) – gra karciana dla dwóch lub więcej graczy. Rozgrywa się ją jedną talią 52 kart. Liczbę talii można zwiększyć przy większej liczbie grających. Starszeństwo kart w tej grze nie ma znaczenia. Celem gry jest możliwie szybkie pozbycie się przez graczy wszystkich kart.

## Zasady gry
Potasowane karty rozkłada się na stole w koło, koszulką do góry (karty mogą też leżeć chaotycznie). W środku koła kładzie się jedną kartę, wartością do góry. Pierwszy gracz (wybrany przez losowanie) wybiera jedną kartę z koła, tzw. świnię. Jeśli pasuje kolorem, to kładzie ją na poprzedniej. Potem kładzie dowolną inną (jeśli nie ma żadnej karty, to musi dobrać jedną i położyć ją na stosie). Drugi gracz musi wybrać inną kartę, pasującą do drugiej karty położonej przez pierwszego gracza. Jeśli jednak karta nie pasuje, gracz, który ją wylosował zachowuje ją dla siebie, jednak nie pokazując jej pozostałym (może ją położyć później). Gracz ciągnie karty do chwili, gdy będzie mógł wyciągniętą kartę dołożyć do stosu. Kiedy karty na stole skończą się, gracze dorzucają tylko karty z ręki. Gdy gracz nie będzie miał karty pasującej, a dookoła stosu nie będzie żadnych kart, to dobiera ze stosu karty tak długo, aż będzie mógł dołożyć jedną ze swoich (karty pobrane ze stosu dokładamy w następnej kolejce!).
Gra kończy się w momencie, gdy jeden gracz nie będzie miał żadnych kart i nie będzie kart na stosie.